# Eristalis jugorum
Eristalis jugorum је инсект из реда двокрилаца - Diptera , који припада породици осоликих мува -  Syrphidae. Српски назив ове врсте је тресетна лебдилица.

## Опис
Eristalis jugorum је средње велика осолика мува. Најмаркантнија карактеристика ове врсте је извучено лице које латерално изгледа као њушка. За разлику од сличне врсте, E. lineata, база задњих фемура је црне боје.

## Распрострањење и станиште
Врста је распрострањена у Европи, а у Србији је везана искључиво за планински регион. Насељава влажне ливаде и тресаве, за које су везане и ларве.

## Биологија
Ларве су акватичне и исте биологије као и цео род Eristalis. Одрасле јединке врсте Eristalis jugorum су активне у летњим месецима и активно посећују цветове различитих биљака, пре свега оних карактеристичних за влажне планинске ливаде. То су најчешће врсте из родова Succisa, Scabiosa, Knautia и Cirsium.